# Moderní sportovní karate
Moderní Sportovní karate (MSK) je metodika tréninku karate, kterou vytvořil prof. Dr. Rudolf Jakhel v sedmdesátých letech 20. století během svého působení na institutu pro sportovní vědu Rýnsko-vestfálské university v Cáchách. MSK je primárně zaměřeno na zvládnutí sportovního boje (kumite).

## Vznik
Moderní sportovní karate bylo založeno na podzim roku 1971 prof. Dr. Rudolfem Jakhelem, který založil vysokoškolskou skupinu karate na Institutu pro tělesná cvičení Rýnsko-vestfálské university v Cáchách a stal se garantem sportovního oboru karate. Vedení vysokoškolské skupiny oboru karate jej podnítilo k intenzivnímu mnohaletému výzkumu a vyvinutí vlastní nové stylově nezávislé, sportovně orientované tréninkové metodiky karate, která vychází z obecné nauky o pohybu.

## Princip a technika
Moderní sportovní karate vychází ze dvou zásadních rysů tradičních stylů karate: orientace na sport a pohyb, které byly optimalizovány na základě vědeckého výzkumu.
Vzhledem ke sportovní orientaci metodiky, zahrnuje MSK pouze takové techniky, které mohou být využívány ve sportovním boji a jeho tréninku. Optimalizace pohybového schématu na základě provedeného výzkumu a jeho přesná definice je důležitou součástí přípravy k soutěžní praxi. Pro posouzení kvality prováděné techniky jednotlivými cvičenci byla vytvořena sestava pěti forem (kata). Také na základě pravidel definovaných v rámci multi-point systému ve sportovním boji je možné demonstrovat pokrok v rámci takticko-technických dovedností.